# القبیر
القبیر (به عربی: القبیر) یک روستا در سوریه است که در ناحیه مرکزی محرده واقع شده‌است.